# И-Чжэнь (правитель Бохая)
И-Чжэнь (кор.Иджин) — 11-й император государства Бохай, правивший в 830—858 годах. Девиз правления — Сянь-хэ (кор. Хамхва).